# Anício Fausto Albino Basílio
Anício Fausto Albino Basílio (em latim: Anicius Faustus Albinus Basilius) foi um romano do século VI, nativo do Reino Ostrogótico, mas que fugiu para Constantinopla, capital do Império Bizantino, devido a Guerra Gótica de 535–554.

## Vida
A data de nascimento de Anício Fausto Albino Basílio é desconhecida. A julgar por seu nome, é possível que fosse membro dos Décios, uma das ricas famílias senatoriais da Itália. Foi sugerido que fosse neto de Cecina Décio Máximo Basílio, cônsul em 480, e filho de Cecina Décio Fausto Albino, cônsul em 493. Em 540, a capital do Reino Ostrogótico, Ravena, caiu perante as tropas de Belisário. Basílio deve tê-lo acompanhado para Constantinopla na condição de emissário de Roma para reafirmar a lealdade da Itália ao imperador Justiniano I (r. 527–565) e ali, em janeiro de 541, foi designado cônsul ordinário, sem colega. Foi o último particular a receber o título de cônsul. Uma vez que não houve novos cônsules entre 542 e 565, quando Justino II (r. 565–578) foi nomeado em 566, os anos foram datados citando seu pós-consulado.
O díptico consular de Basílio descreveu-o como senador com as posições claríssimo e ilustre, ex-conde dos domésticos (que à época era honorífico e geralmente era conferido para dar acesso ao senado), patrício (foi ainda citado como tal em 546/7 por Procópio de Cesareia e no Livro dos Pontífices). No final de 546, estava em Roma e fugiu junto de Bessas e outros aristocratas para Constantinopla quando o rei Tótila (r. 541–552) entrou na cidade. O Livro dos Pontífices afirma que chegou na capital imperial com Rúfio Petrônio Nicômaco Cetego, cônsul em 504, e ambos foram consolados e enriquecidos, como convinha aos cônsules romanos, pelo imperador. O destino de Basílio depois disso é desconhecido.